# Martha Harris
Pour les articles homonymes, voir Harris.
Martha Gemmell Dunlop, née le 13 avril 1919 à Beith, comté d'Ayrshire en Écosse, et morte en novembre 1987 à Londres, est une psychanalyste britannique, connue pour son travail sur le développement de l'enfant dans la lignée de Melanie Klein et d'Esther Bick.

## Biographie
Personnalité reconnue de la Tavistock Clinic où elle fut notamment responsable de la formation, elle dirige de 1960 à 1980 le service de psychothérapie pour les enfants, succédant à Esther Bick dont elle fut proche.

### Vie privée
Elle épouse en premières noces Roland Harris, qui meurt en 1969. Elle épouse Donald Meltzer en 1971. Elle reste invalide en 1984, des suites d'un accident de voiture et meurt en novembre 1987.

## Postérité
Le Centre d'études Martha Harris porte son nom.

## Publications
- À la découverte des bébés et des jeunes enfants, Meg Harris-William et Josée Violette, 1983  (ISBN 9782862150505) ((en) Thinking about Infants and Young Children).
- Les écrits de Martha Harris et d'Esther Bick, Larmor-Plage, éditions du Hublot , [1998], 2e éd éd. 2007  (ISBN 2-912186-28-5).
- (en) Half-Way There, 2004,  (ISBN 9781594531514)